# شورية حميراء
شورية حميراء (الاسم العلمي:Shorea rubella) هي نوع غير مؤكد من النباتات تتبع جنس الشورية من فصيلة مجنحية الثمر.